# 占星術和科學
占星術由許多不同的信想組成，認為天文現象與人類世界中的事件和人格描述之間存在著關係。占星術因為沒有描述宇宙的能力，不被科學界認同。已經進行過對占星術的科學測試，沒有證據顯示傳統的占星術意圖支援前述的前提。
每當占星術作出可被證偽的預測時，預測都會被證偽:424。最著名的測試由孝恩·卡爾森領導，委員會的成員包括科學家和占星家。他得出的結論是生日占星的預測沒有比機會更好。占星家兼心理學家Michel Gauquelin宣稱發現對運動員出生日期的統計支持"火星效應"，但在進一步的研究中不能複製它。後繼的研究召集人聲稱Gauquelin曾經建議刪除納入研究的特定個體來試圖影響研究的標準。也有人暗示，Geoffrey Dean的出生日期是由父母（在1950年之前）提供的，可能已經造成明顯的影響。
Geoffery Dean一項始於1958年、針對2000多名在英國倫敦一帶出生且出生時間彼此只差幾分鐘的人做的長期追蹤研究顯示，這些人彼此間在性格、職業、智能、焦慮等級、各項技能的能力各方面的表現，皆不相似，而根據占星術的理論，這些人在這些方面應該彼此會非常相似；另外對於700多名占卜師的研究顯示，儘管這些占卜師對自己的預測相當有自信，但他們的預測結果並不優於亂猜所得到的結果。
占星術未能證實它在可控制研究的有效性，並且也沒有科學有效性:85，因此被認定為偽科學 :1350。基於生物學和物理學的基本方面，沒有行動機制的提議，恆星和行星的位置和運動可能會影響地球上的人和事，但占星家反駁說他們並沒有充分的瞭解:249。

## 概論
大多數職業占星家依靠占星基礎對人格測試和完成有關的預測，
The majority of professional astrologers rely on performing astrology-based personality tests and making relevant predictions about the remunerator's future. 大多數專業占星家依靠進行 astrology-based 的人格測試, 並對 remunerator 的未來做出相關的預測。 :83。對那些繼續相信占星術的人，被描述為”不顧事實，他們的信仰沒有經過驗證的科學依據，並且實際上有強烈的證據反對。" 天體物理學家奈爾·德葛拉司·泰森對占星術的信仰發表了評論，他說"知道如何思考的一部分是知道自然規律如何塑造我們周圍的世界。沒有這些知識，沒有這種能力，你就很容易成為那些想利用你的人的犧牲品。"
相信占星術被視為低科學素養的一個表现。

## 與天文學的歷史關係
占星術使用的理論結構基礎起源於巴比倫人，然而直到經過希臘的亞歷山大大帝橫掃之後的希臘化時代開始，才被廣泛的使用。巴比倫人不知道星座不是在天球上，而且彼此相距甚遠。它們鄰近的外觀是錯覺。一個星座的確切分界，是文化，在不同的文化之間有所差異:62。托勒密的天文工作在某種程度上是受到慾望的驅使，就向當時的占星家一樣， 很容易計算出行星的運動:40。早期的西方占星術在古希臘的宏觀與微觀的概念下操作；因此有和天空中的行星和其他天體相關聯的醫療占星術產生。這為天文學的研究提供了一些動力:73。雖然一直是進行占星術的實務，托勒密對行星運動和其他天體的預測能力，依然優於占星術的預測:344。
在伊斯蘭黃金時代期間，天文學得到資助，使得天文學的參數，像是太陽軌道的離心率、托勒密模型可以計算得到足夠的正確性和精密度。那些居高位有權力的人，像是法蒂瑪王朝的維齊爾 ，在1120年資助了天文台的建設，以便能在有精確的行星資訊下進行占星的預測:55–56。由於天文台的建立是為了進行占星的預測，但伊斯蘭禁占星，所以這些天文台很少能持續很長的時間，大多數都在建築期間或剛剛建成後就被拆除:57。
在1679年，天文學在工作上開始明確的拒絕占星術，並且每年出版認知:220。不同於西方，在伊朗，在20世紀開始時依然拒絕日心說，部分動機是擔心這會破壞占星術和在伊朗普遍信仰的伊斯蘭宇宙學 :10。目的在破換這種對占星術和"舊天文學"信仰的第一篇文章，於1861年由Ictizad al-Saltana在Falak al-sa'ada發表。在占星術上，引用了不同的占星家無法對合之後發生的事情做出相同的預測，並且評述占星家將原因歸咎於行星的難以置信的屬性:17–18。

## 外部連結
- Astrology & Science: The Scientific Exploration of Astrology（页面存档备份，存于）
- Merrifield, Michael. . Sixty Symbols. Brady Haran for the University of Nottingham.   [2017-11-11]. （原始内容存档于2020-07-05）.—which also discusses ascension and declination errors in different systems of astrology